# Sergio Pellissier
Sergio Pellissier (* 12. April 1979 in Aosta) ist ein ehemaliger italienischer Fußballspieler. Er spielte als Mittel- oder Außenstürmer oder hinter den Spitzen.

## Karriere

### Verein
Sergio Pellissier startete seine Karriere bei Torino Calcio, wo er jedoch nur ein einziges Mal spielte. In der Folge spielte Pelissier vier Spielzeiten lang in der Serie C1, ehe er zur Saison 2002/03 zum damaligen Überraschungsteam Chievo Verona stieß.

### Nationalmannschaft
Am 6. Juni 2009 debütierte Pellissier unter Marcello Lippi beim 3:0-Sieg im Freundschaftsspiel gegen Nordirland in der Italienischen Nationalmannschaft. Der Stürmer wurde in der 62. Minute für Giampaolo Pazzini eingewechselt und erzielte nur elf Minuten später sein erstes Tor für die Azzurri. Es blieb sein einziger Einsatz für die Nationalmannschaft.

## Erfolge
- Italienischer Serie-B-Meister: 2007/08